# Michael Guy Chislett
Michael Guy Chislett (ur. 6 kwietnia 1982 w Skipton) – australijski gitarzysta.
Mike Guy Chislett grał w kilku zespołach zanim dołączył do The Academy Is... m.in. w Able, Butch Walker i the Let's Go Out Tonite's, 1969 oraz Hillsong United.
W ramach działalności charytatywnej odbył kilka podróży do Afryki, m.in. do Ruandy. Pracował jako pielęgniarz.